# Museu de Arte de Belém
O Museu de Arte de Belém (MABE) é um museu público municipal localizado na cidade de Belém, capital do estado do Pará, Brasil. Fundado em 1991, é subordinado à Fundação Cultural do Município de Belém. Sua sede é o Palácio Antônio Lemos, edificação em estilo neoclássico erguido na segunda metade do século XIX para ser sede da Intendência Municipal, tombado pelo poder público nas instâncias federal, estadual e municipal.
O acervo, de mais de 1.500 obras, é composto por pinturas, esculturas, desenhos, gravuras, fotografias e exemplares de artes aplicadas (mobiliário e porcelana), procedentes do Brasil e do exterior e produzidos entre os séculos XVIII e XX. Possui biblioteca especializada em artes visuais (aproximadamente mil volumes), auditório, três salas de exposição permanentes e duas para exposições temporárias. O MABE mantém outros dois espaços expositivos na cidade, a Galeria Municipal de Arte e o Museu de Arte Popular, este último situado no distrito de Icoaraci.

## História
A partir da década de 1970, graças à expansão dos modernos meios de comunicação e o rompimento do isolamento físico de outras regiões do território brasileiro por meio da construção da Rodovia Belém-Brasília, a cidade de Belém passou a ter maior acesso ao fluxo de informações e de divulgação de eventos, integrando-se de forma mais plena ao cenário artístico brasileiro. Dessa forma, os artistas paraenses passaram a ter acesso facilitado a eventos anteriormente restritos, sobretudo no eixo Rio-São Paulo, passando a integrar, por exemplo, as exposições promovidas pela Fundação Bienal de São Paulo e os Salões Nacionais de Artes Plásticas organizados pela Fundação Nacional de Artes. Essa tendência se intensifica na década de 1980, marcada pelos movimentos pró-redemocratização, responsáveis por agregar parte considerável das classes artística e intelectual. Surgem diversas organizações culturais, proliferam na cidade os grupos teatrais e, em 1982, é criado o Salão Arte Pará, que se torna um importante marco na difusão das artes locais.
É nesse contexto que surge, no ano de 1983, a Pinacoteca Municipal de Belém, com a função de catalogar, conservar e difundir o acervo artístico pertencente ao poder público municipal, composto por obras adquiridas desde o início do século XX, por ocasião das mostras de cunho acadêmico realizadas na capital. Em 1986, é criado, novamente por iniciativa da prefeitura, o Museu da Cidade de Belém, a partir do acervo da Pinacoteca Municipal. Três anos depois, é estabelecida a Fundação Cultural do Município de Belém (FUMBEL), o órgão responsável pelo fomento, disseminação da arte e manutenção do patrimônio histórico, artístico e cultural pertencente à cidade. A fundação passa então a administrar os dois espaços museológicos do município.
Em 1991, ainda como fruto desse processo de organização e consolidação da rede de equipamentos culturais do município, é criado o Museu de Arte de Belém, durante a gestão de Augusto Rezende, como um departamento da Fundação Cultural do Município. Em 1994, após as obras de reforma do Palácio Antônio Lemos, sede da prefeitura, o novo museu foi transferido para este edifício, onde se encontra até hoje. Por ocasião de sua reinauguração, teve seu acervo ampliado com as coleções oriundas da Pinacoteca Municipal e do Museu da Cidade. O museu é responsável por gerir outros dois espaços museológicos na cidade de Belém: a Galeria Municipal de Arte e o Museu de Arte Popular, situado no distrito de Icoaraci.
O Museu de Arte de Belém tem por objetivo preservar, restaurar, ampliar, pesquisar e divulgar seu patrimônio e fomentar diversas formas de manifestações artísticas, bem como prestar serviços à comunidade estudantil, principalmente no campo da arte-educação. Além das exposições permanentes, a instituição organiza e sedia mostras temporárias e itinerantes, mantém visitas guiadas para grupos de estudantes de escolas públicas e privadas, oficinas de sensibilização artística, eventos complementares às exposições temáticas e palestras para grupos organizados da sociedade civil. Dentro os projetos permanentes, destaca-se o Pontearte, criado em 2008 em parceria com a Associação Cidade Velha Cidade Viva, visando desenvolver atividades de valorização do patrimônio cultural e de estímulo à produção artística com crianças carentes do Beco do Carmo.

## Instalações
O Museu de Arte de Belém encontra-se instalado no Palácio Antônio Lemos, onde também está a sede do governo municipal. O museu ocupa sete salas de exposições no piso superior e duas salas no térreo do edifício, totalizando 1.500 metros quadrados. É equipado com laboratório de restauro, reserva técnica, auditório, sala de cinema e biblioteca.
O Palácio Antônio Lemos, também conhecido como "Palacete Azul", foi projetado por José Coelho da Gama e Abreu e construído na segunda metade do século XIX para abrigar a Intendência Municipal, integrando dessa forma um seleto grupo de edifícios oitocentistas brasileiros que ainda mantém suas funções públicas originais. Está situado no bairro de Cidade Velha, o centro histórico da capital paraense, entre as praças Felipe Patroni e D. Pedro II. Sua construção foi iniciada em 1860 e terminada em 1885. Segue predominantemente o estilo neoclássico tardio, também conhecido no Brasil como "estilo Império". Além da prefeitura, já abrigou o Tribunal de Relação, a Junta Comercial, o Conselho Municipal e a Câmara de Deputados. Foi tombado pelo Serviço do Patrimônio Histórico e Artístico Nacional (atual IPHAN) em 1942 e, posteriormente, pelos órgãos congêneres do estado e do município.

## Acervo

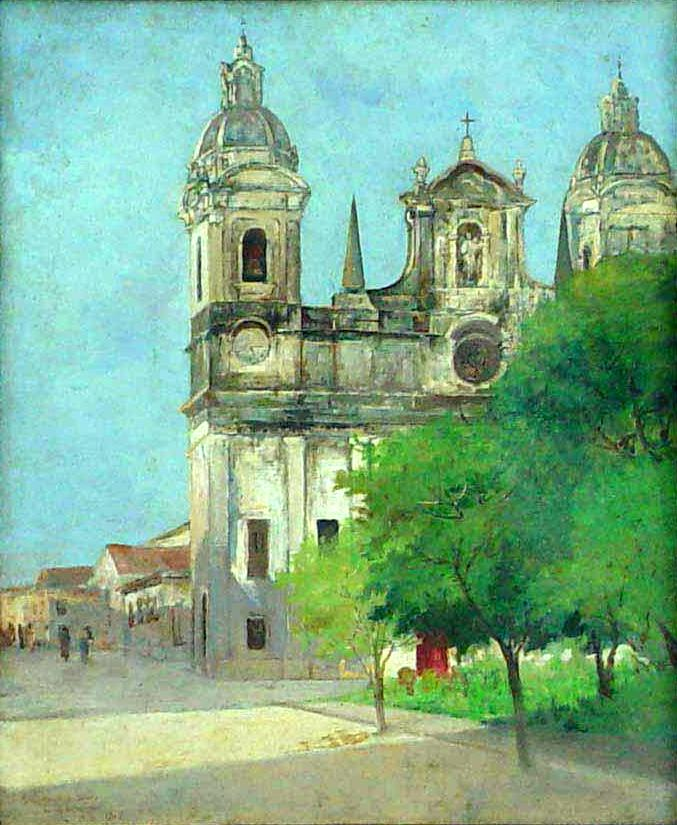
Antônio Parreiras. A Catedral de Belém, 1905.
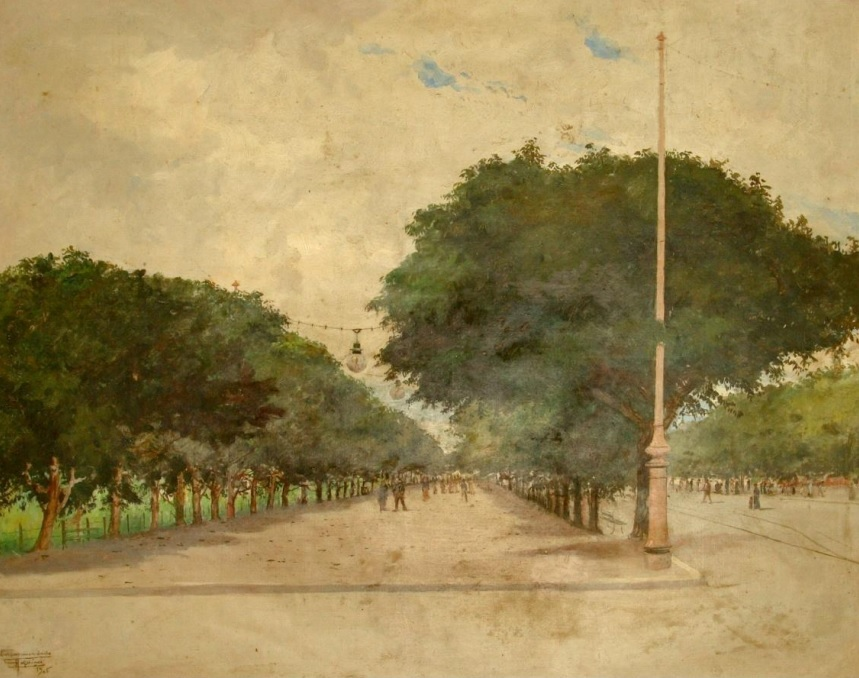
Antônio Parreiras. Calçada do Largo da Pólvora, 1905.
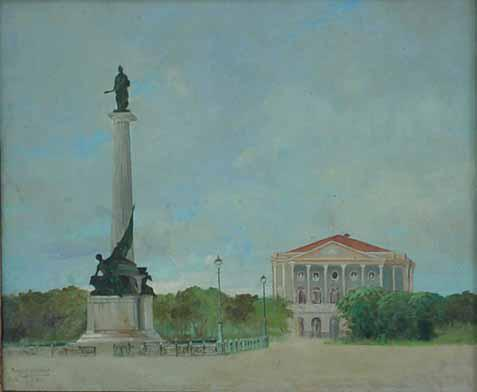
Antônio Parreiras. Praça da República, 1905.
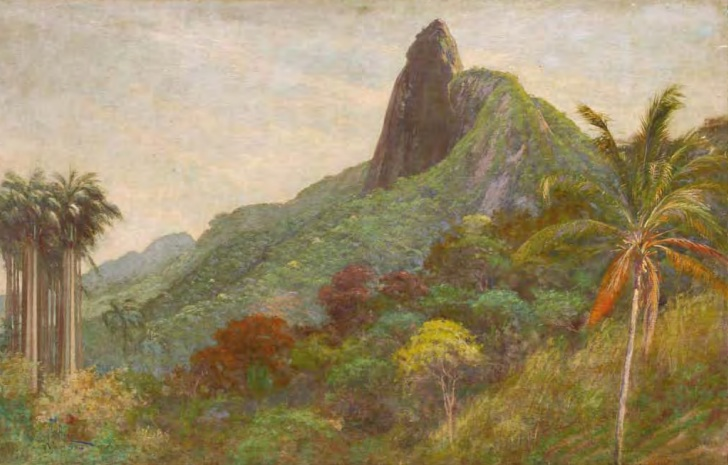
Aurélio de Figueiredo. Corcovado, s.d.
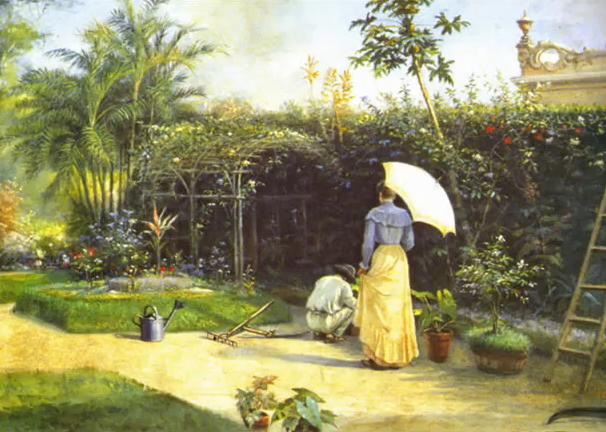
Benedito Calixto. Recanto de jardim I, 1906.
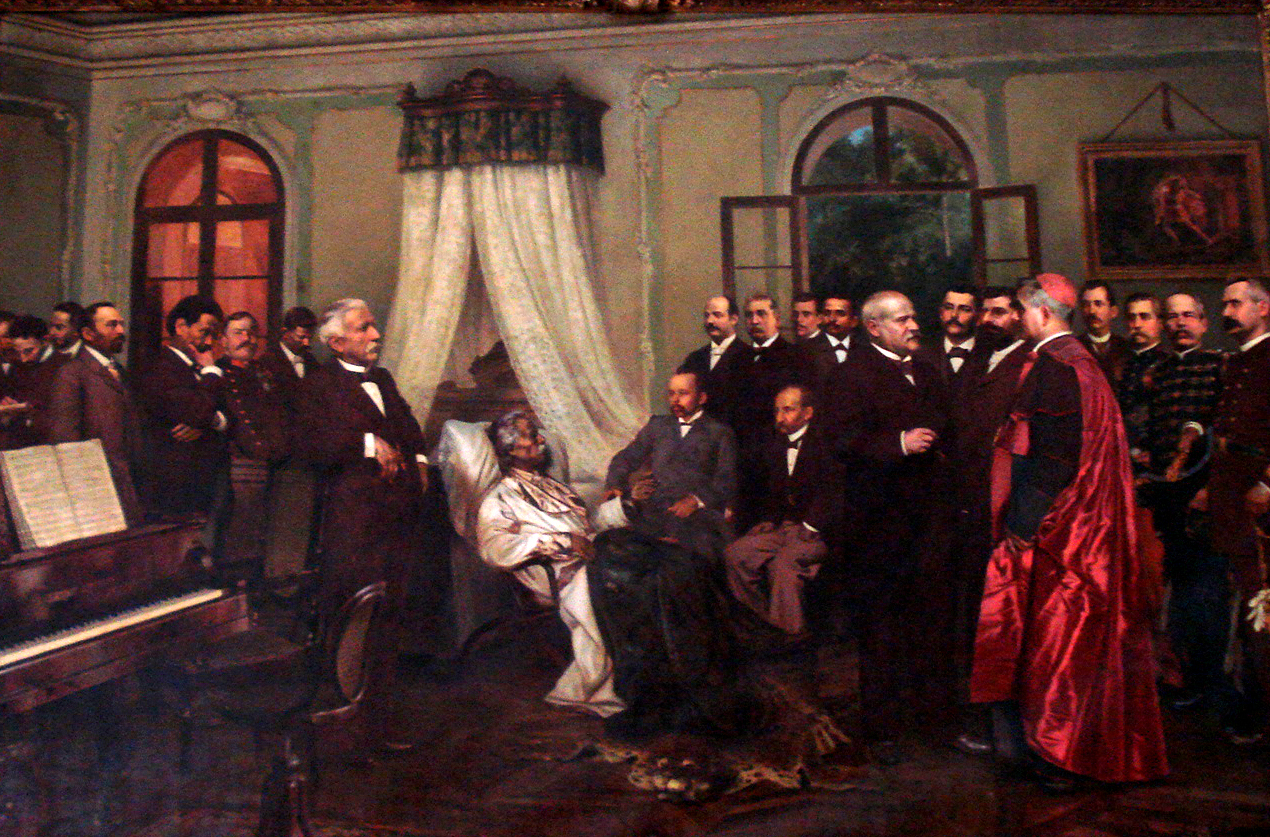
Domenico De Angelis e Giovanni Capranesi. Últimos dias de Carlos Gomes, 1899.
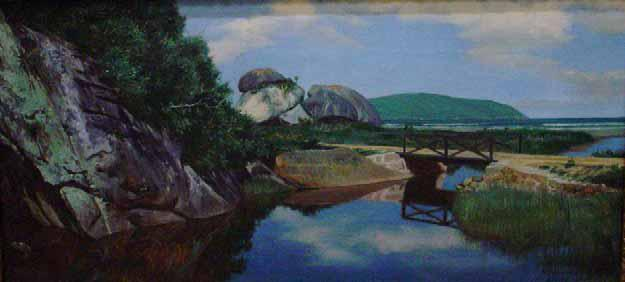
Fernandes Machado. Arrebaldes de Nice, 1906.

O Museu de Arte de Belém possui um acervo de mais de 1.500 obras, entre pinturas, desenhos, gravuras, esculturas, fotografias e objetos decorativos produzidos no Brasil e na Europa entre os séculos XVIII e XX. São particularmente ricos os segmentos referentes às obras produzidas no contexto do período áureo da borracha e à iconografia paraense, representando cenas de Belém, de seus habitantes e da região amazônica.
Na coleção de pinturas, destaca-se um conjunto de onze telas retratando paisagens urbanas de Belém executadas por Antônio Parreiras, um dos muitos artistas brasileiros atraídos pela prosperidade das capitais da região Norte durante o ciclo da borracha. Ainda no contexto da arte acadêmica oitocentista e do proto-modernismo de princípios do século XX, destacam-se autores como Theodoro Braga e Benedito Calixto.